# Kate Price
Kate Price (13 de fevereiro de 1872 - 4 de janeiro de 1943) foi uma atriz nascida na Irlanda e radicada ao cinema estadunidense da era muda, que atuou em 302 filmes entre 1910 e 1937.
Atuando na grande maioria em comédias, muitas vezes ao lado de Babe Hardy em comédias curtas, tornou-se conhecida no papel de Mrs. Kelly na série de comédias The Cohens and Kellys, produzida pela Universal Pictures entre 1926 e 1932.
Era tia da atriz de cinema mudo Mary Charleson.

## Biografia
Nascida Katherine Duffy em Cork, na Irlanda, irmã do ator Jack Duffy. Iniciou sua carreira no teatro e em vaudeville ao lado de seu marido, Joseph Price Ludwig, em 1890.
No cinema, Price iniciou no Vitagraph Studios, em Nova Iorque, em 1902, e seu primeiro filme creditado foi Jack Fat and Jim Slim at Coney Island, em 1910, pela Vitagraph. Atuou ao lado de estrelas como Flora Finch, Douglas Fairbanks, John Bunny, Buster Keaton e Mary Pickford, e ao lado de Oliver Hardy em 14 filmes produzidos pela Vim Comedy Company, em Jacksonville, na Flórida.
Em 1917, Price foi para Hollywood, onde atuou em pequenos papéis em The Sea Tiger (1927), The Godless Girl (1929) e Reaching for the Moon (1930). Seu último filme para a MGM foi em 1934, Have a Heart. Após atuar em Easy Living e Live, Love and Learn (ambos em 1937), sem créditos, retirou-se do cinema.

## Morte
Price morreu aos 70 anos no Motion Picture & Television Country House and Hospital, em Woodland Hills, Los Angeles. O funeral foi realizado no St. Theresa's Church e o sepultamento no Calvary Cemetery, em Los Angeles.

## Filmografia parcial

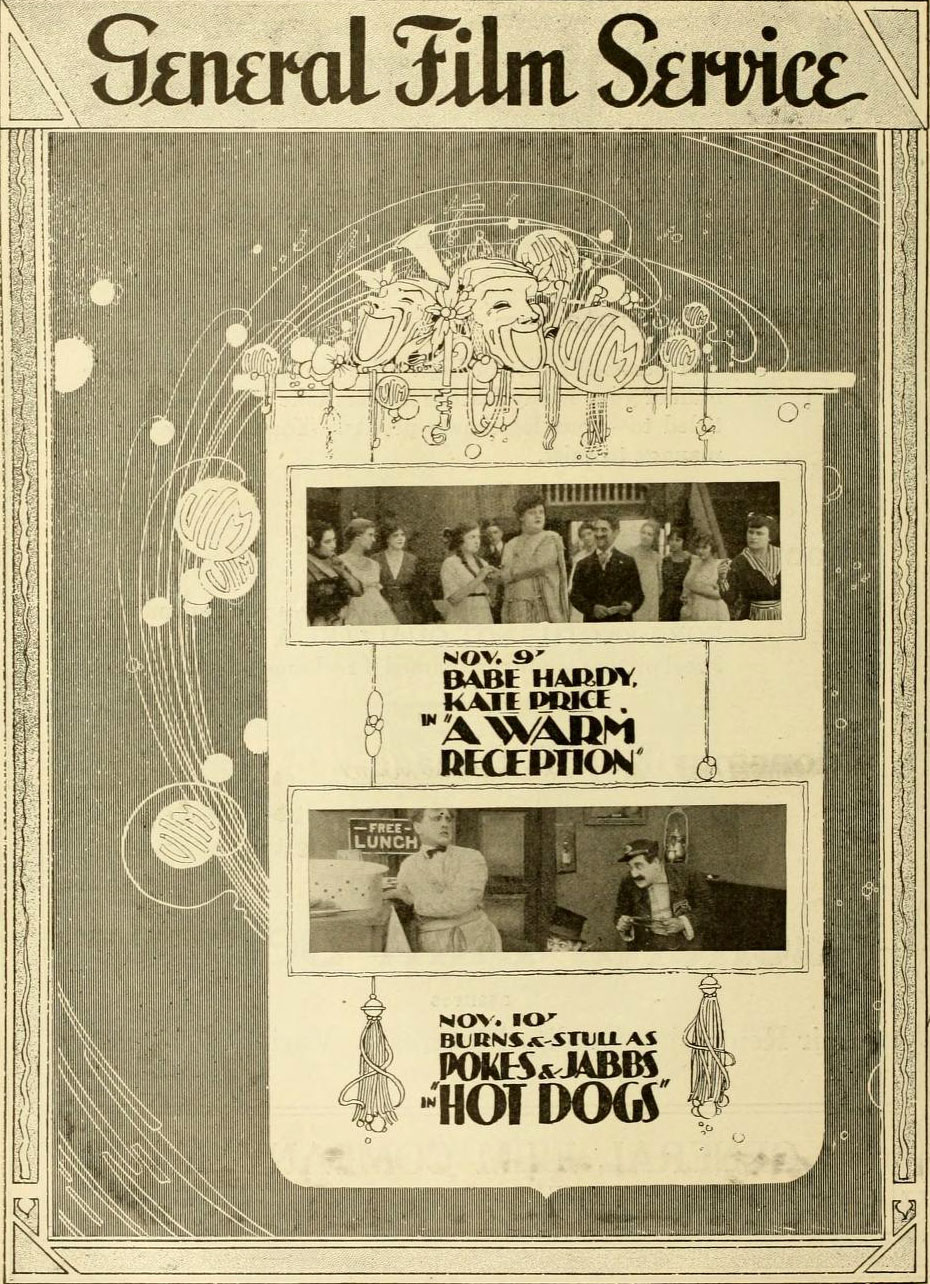
Cartaz do filme A Warm Reception (1916), com Babe Hardy e Kate Price.

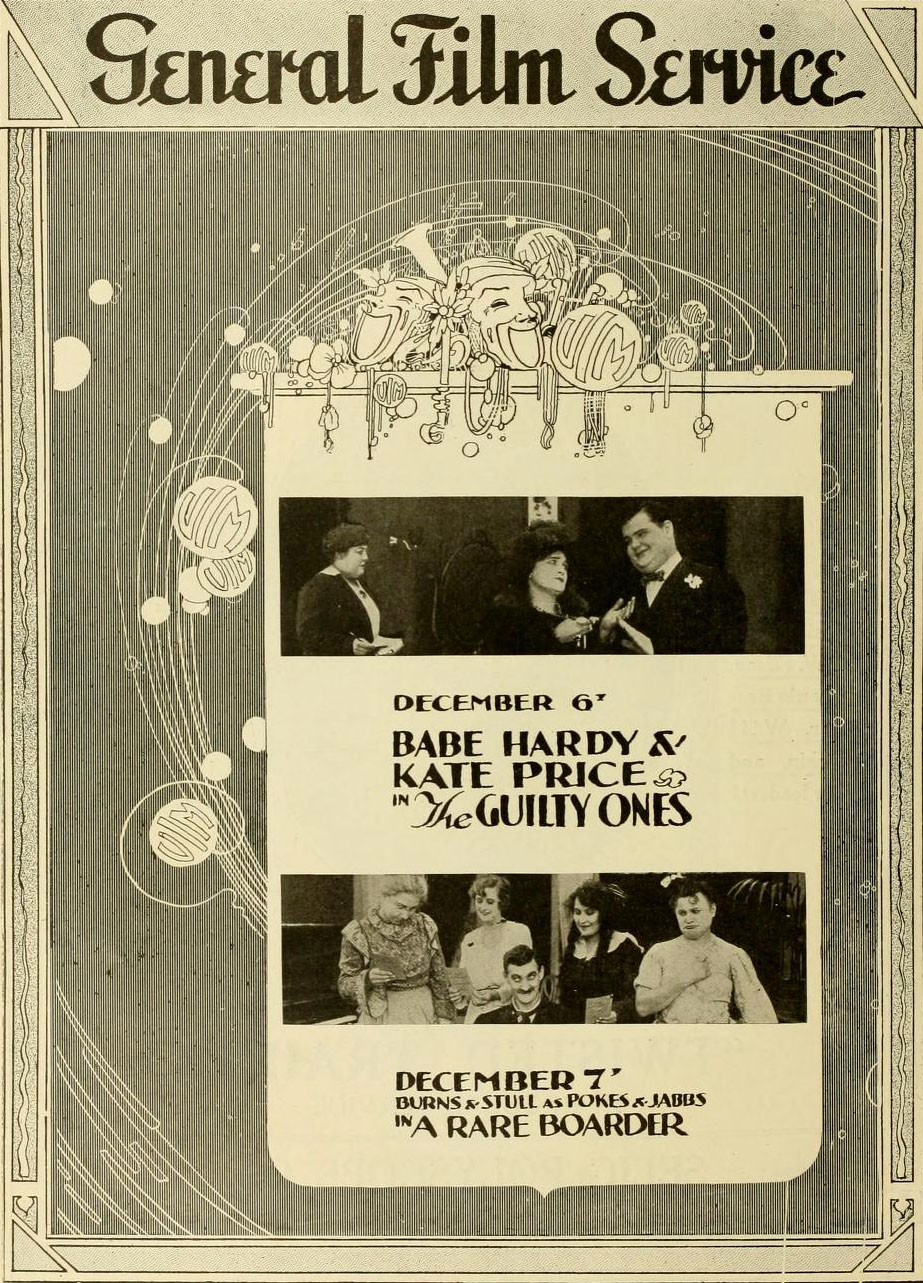
Cartaz do filme The Guilty Ones (1916), com Babe Hardy e Kate Price.

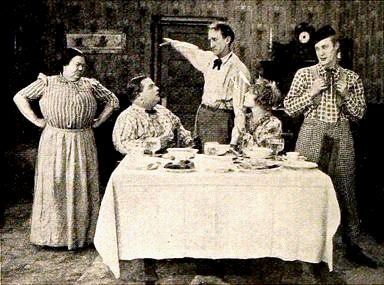
Cena do filme Love (1919), com Kate Price, Roscoe Arbuckle, Frank Hayes, Winifred Westover e Al St. John

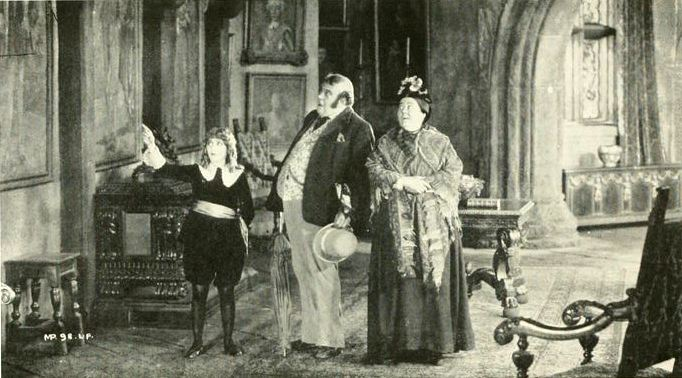
Cena do filme Little Lord Fauntleroy (1921), com Mary Pickford, James A. Marcus e Kate Price.

- Jack Fat and Jim Slim at Coney Island (1910)
- Her Crowning Glory (1911)
- All for a Girl (1912)
- A Million Bid (1914)
- Bringing Up Father (1915)
- The Waiters' Ball (1916)
- A Maid to Order (1916)
- Twin Flats (1916)
- A Warm Reception (1916)
- Pipe Dreams (1916)
- Mother's Child (1916)
- Prize Winners (1916)
- The Guilty Ones (1916)
- He Winked and Won (1916)
- Fat and Fickle (1916)
- The Boycotted Baby (1917)
- Good Night, Nurse! (1918)
- Arizona (1918)
- The Iron Test (1918)
- Love (1919)
- That Girl Montana (1921)
- Little Lord Fauntleroy (1921)
- My Wife's Relations (1922)
- Flesh and Blood (1922)
- The Wife of the Centaur (1924)
- The Unchastened Woman (1925)
- The Perfect Clown (1925)
- Paradise (1926)
- The Third Degree (1926)
- Frisco Sally Levy (1927)
- Two Weeks Off (1929)
- The Perils of Thunder Mountain (1929)
- Shadow Ranch (1930)
- The Rogue Song (1930)
- Have a Heart (1934)
- West Point of the Air (1935)
- Great Guy (1936)
- Easy Living (1937)